# 364年
| 千纪： | 1千纪                                                                                           |
| 世纪： | 3世纪 \| 4世纪 \| 5世纪                                                                         |
| 年代： | 330年代 \| 340年代 \| 350年代 \| 360年代 \| 370年代 \| 380年代 \| 390年代                       |
| 年份： | 359年 \| 360年 \| 361年 \| 362年 \| 363年 \| 364年 \| 365年 \| 366年 \| 367年 \| 368年 \| 369年 |
| 纪年： | 甲子年（鼠年）；东晋兴宁二年；前凉升平八年；代国建国二十七年；前秦甘露六年；前燕建熙五年        |

## 大事记
- 中國
  - 庚戌土斷，令西部北部士民僑居在東南的，都以所在土著為斷。把戶口編入所在郡縣，是爲庚戌制。
  - 顧愷之在南京為瓦官寺畫維摩詰像。
- 罗马帝国
  - 罗马帝国将美索不达米亚放弃给波斯。
  - 2月21日——罗马帝国军队推瓦伦提尼安一世（瓦伦提尼安一世）为皇帝。
  - 3月28日——瓦伦提尼安一世将其兄弟瓦伦士（瓦伦斯）提升为帝国东部的皇帝。
- 其他
  - 老底嘉大公會議（Council of Laodicea）决定基督教教条和《圣经》的内容。

## 出生
- 司馬道子，东晋简文帝第五子、太傅、会稽王（403年去世）
- 徐羨之，刘宋司空、司徒（426年去世）

## 逝世
- 葛洪，东晋炼丹术士（283年出生）
- 2月17日——约维安，拜占庭皇帝（332年出生）